# Carl Frederik Wandel
Carl Frederik Wandel (Copenaghen, 15 agosto 1843 – 21 aprile 1930) è stato un ufficiale di marina e un esploratore polare danese.
Svolse gran parte della sua attività nella realizzazione di lavori idrografici.
Wandel divenne ufficiale della marina danese nel 1863, giungendo al grado di capitano nel 1892, di contrammiraglio nel 1899 e di viceammiraglio nel 1905. Si ritirò dal servizio attivo nel 1911.

## Carriera
Nel 1864, Wandel prestò servizio sulla goletta HDMS Absalon nel mar Baltico e nel 1865-67 prese parte ad una spedizione francese in Messico. Nel 1876-78 divenne responsabile del collegamento navale postale dalla Danimarca all'Islanda e nel 1880 partecipò a una spedizione oceanografica statunitense. Nel 1881-86 fu nominato capo del Segretariato del Ministero della Marina, nel 1886-88 era a capo dei rilevamenti marittimi nelle acque danesi e nel 1889-98 divenne direttore dell'archivio di cartografia. Nel 1890, Wandel fu nominato presidente della commissione per il rilevamento delle acque danesi e nel 1895 presidente della commissione per gli studi geologici e geografici in Groenlandia. Nel periodo fra il 1901 e il 1908 divenne funzionario della Commissione Difesa. Negli anni 1914-27 fu presidente della Regia Società Geografica Danese.
Wandel esercitò regolarmente l'attività di comandante. Nel 1884 e nel 1897 fu comandante della corazzata danese Helgoland, nel 1895 e 1896 era a capo della spedizione Ingolf e nel 1898 venne nominato comandante della fregata HDMS Fyn nel Mediterraneo.
Nel corso delle sue esplorazioni di circumnavigazione della Groenlandia gli sono stati dedicati il Wandel Hav tra il Nord-Est della Groenlandia e le Svalbard, il Kap Wandel ed il nunatak Wandel Land, nonché la Wandel Dal..

## Opere
- Søkrigen i de danske og norske Farvande 1807—14  (1915).
- Danmark og Barbareskerne 1746-1845 (1919).
- Nogle Livserindringer (1923).
- Dansk Handelsforsøg paa Levanten i det attende Aarhundrede (1927).